# Bruno-Plache-Stadion
Le Bruno-Plache-Stadion est un stade de football allemand situé à Probstheida, quartier de la ville de Leipzig, en Saxe. Il porte le nom de Bruno Plache, un athlète local.
L'enceinte, dotée depuis 2020 de 12 321 places et inaugurée en 1922, accueille les matches à domicile de l'équipe de football du 1. FC Lokomotive Leipzig.

## Histoire
Les travaux du stade débutent en 1920 pour s'achever deux ans plus tard. Il est inauguré en août 1922 et dispose à l'époque de 40 000 spectateurs, ce qui en fait le plus grand stade possédé par un club du pays à l'époque.
Après la Seconde Guerre mondiale, le club du Rotation Leipzig, devenu le célèbre 1. FC Lokomotive Leipzig en 1966, occupe le stade pour ses matchs à domicile jusqu'en 1990. À la construction en 1956 de l'immense Zentralstadion de 100 000 places, la capacité du Bruno-Plache-Stadion est réduite à 16 000. Par la suite, et jusqu'à la réunification, le Lok dispute toujours la plupart de ses matches au "Bruno" mais joue ses grandes affiches nationales et européennes au Zentralstadion. Le football de haut niveau quitte le Bruno-Plache-Stadion en 1991 lorsque le Lok, redevenu VfB et reversé en 2. Bundesliga, s'installe pour de bon au Zentralstadion pour satisfaire aux normes de la Ligue professionnelle allemande. Mais au début des années 2000, le VfB retrouve son enceinte historique après sa chute dans les divisions inférieures. Le stade, devenu totalement vétuste, est alors limité à 4 999 spectateurs par la Ville de Leipzig.
À la faillite du VfB en 2004, un nouveau Lok Leipzig prend ses quartiers au "Bruno" au plus bas de la pyramide, en 11ème division nationale. Le nouveau club gravit régulièrement les échelons et la Ville de Leipzig entre en discussion avec lui au début des années 2010 pour partager le Zentralstadion avec le RB Leipzig, fondé entretemps, et démolir les tribunes du Bruno-Plache-Stadion pour le consacrer au sport de masse. Face à la farouche opposition des supporteurs du Lok, la Ville fait machine arrière et finance une rénovation partielle du stade qui permet l'accueil de 7 900 spectateurs aux normes de la quatrième division (Regionalliga) où évolue maintenant le Lok. En septembre 2020, la rénovation d'une des tribunes porte la capacité à 12 321 places dont 1 150 assises et couvertes.
La question d'une nouvelle rénovation du "Bruno" se posera en cas d'accession du Lok à la troisième division, qu'il a manquée de très peu en 2020. Le stade dispose bien des 5 000 places minimum exigées en 3. Liga, mais ni des 2 000 places assises, ni du tiers de places couvertes, ni surtout du chauffage de la pelouse nécessaires. Une dérogation d'une saison au plus est possible pour achèvement des travaux.

## Événements
- Finale du Championnat d'Allemagne de football 1921-1922

### Concerts
| Bruce Springsteen | 13 juin 1999 | Reunion Tour |

## Galerie

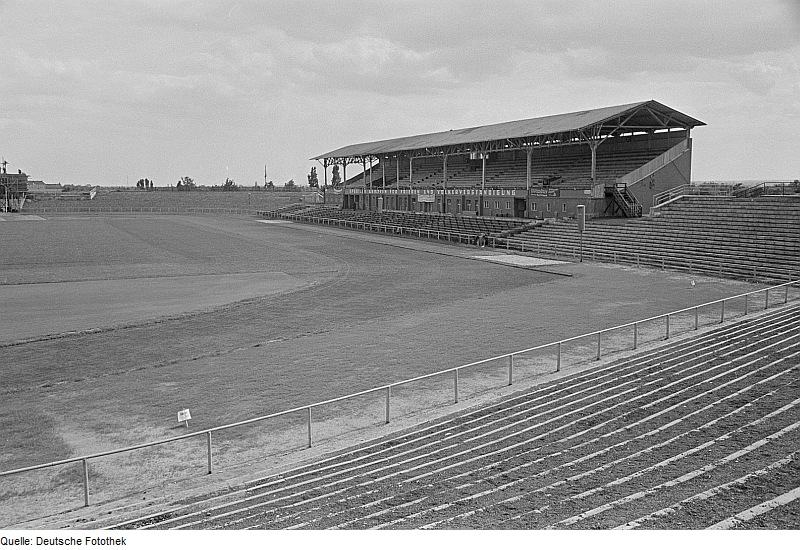
Le Bruno en 1952
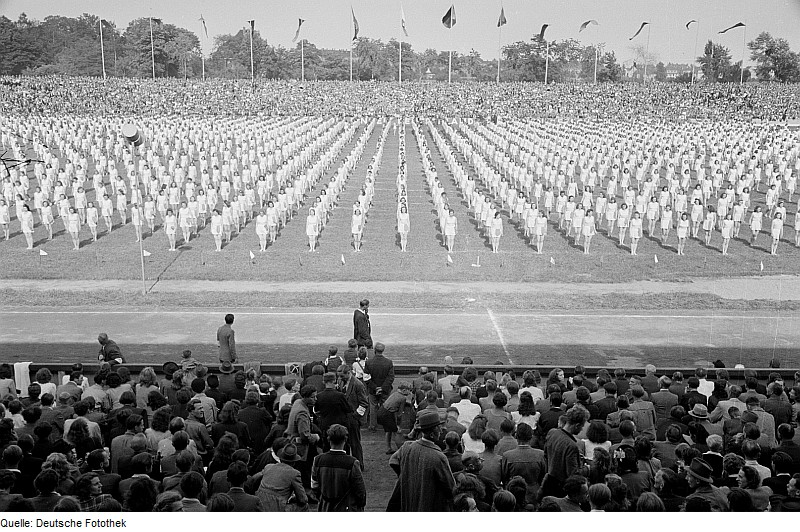
Formation de femmes lors d'un événement sportif en 1949
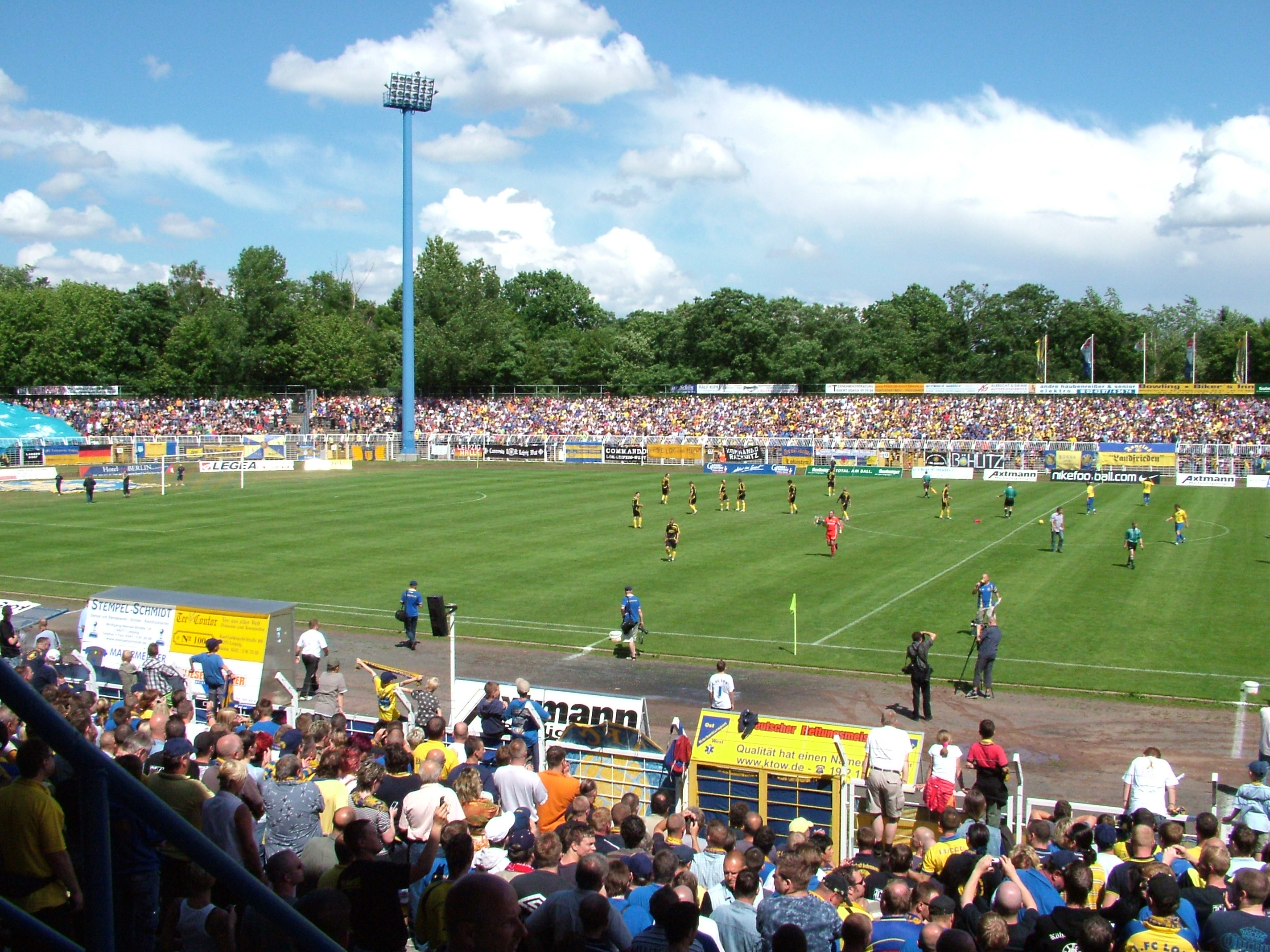
Tribune du Bruno le juin 2007 lors d'un match
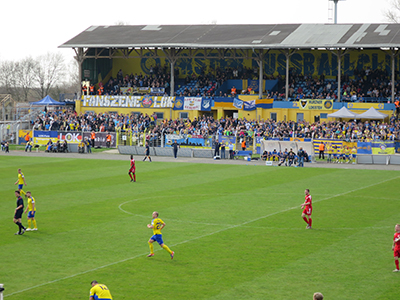
Tribune du Bruno en 2016
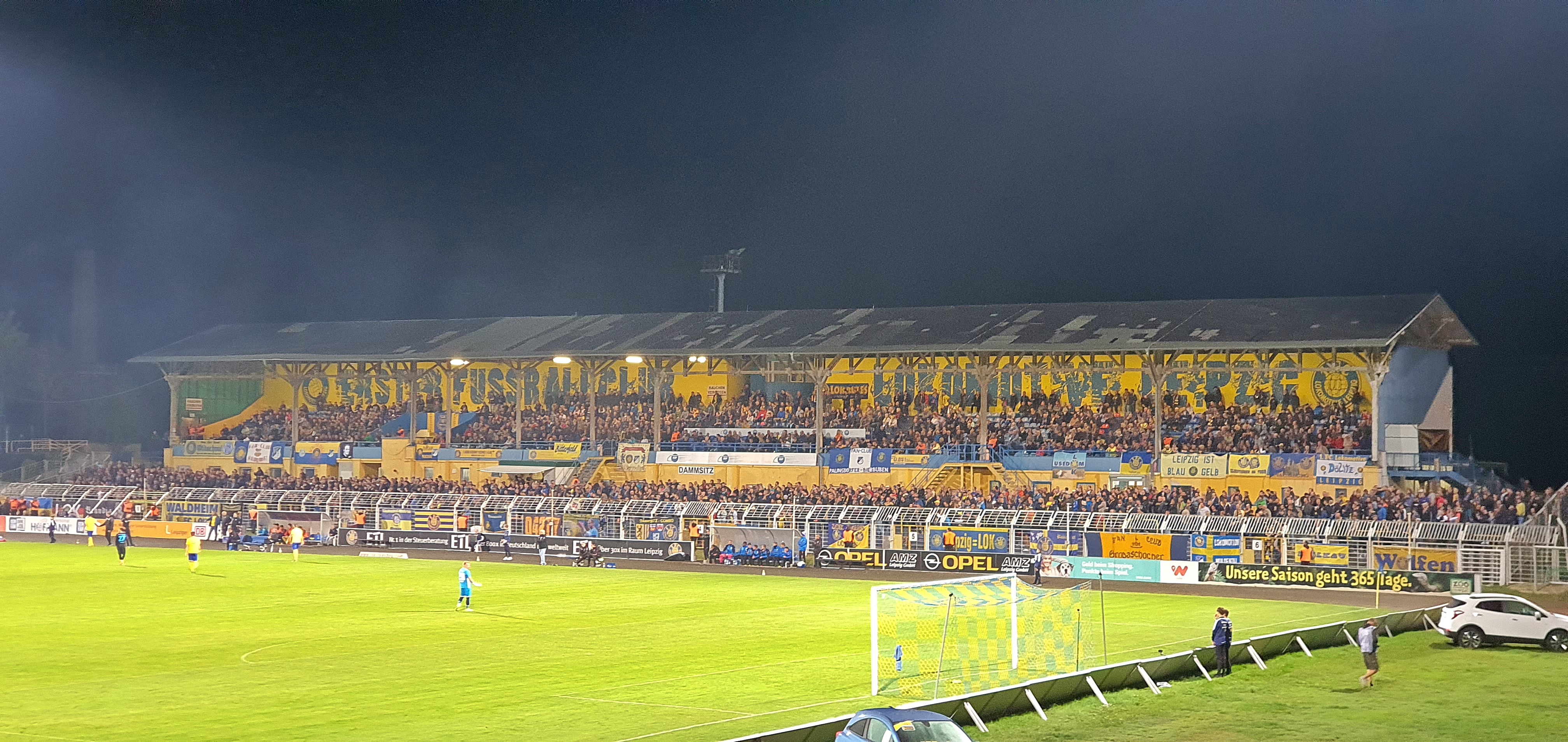
Tribune du Bruno le 27 septembre 2019 lors d'un match
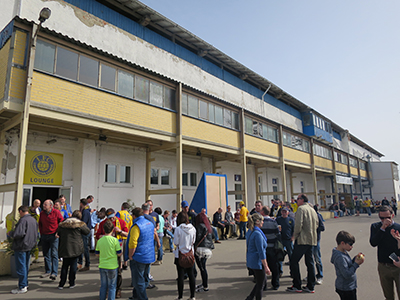
Tribune du stade n°1
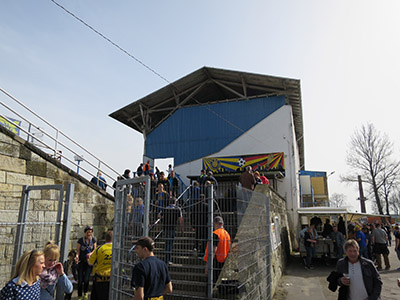
Tribune du stade n°2
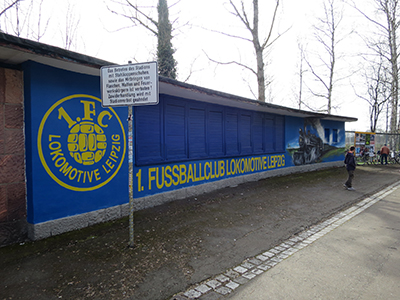
Entrée du stade